# 约翰·卡比
小约翰·約瑟夫·卡比（英語：John Joseph Kirby Jr.，1939年10月22日—2019年10月2日），美国律师，2007年6月30日退休前受雇于瑞生律师事务所，曾担任纽约办公室知识产权和技术实践小组组长及纽约诉讼部负责人。卡比曾代表百事公司、通用食品公司、輝瑞等知名公司参与诉讼。
环球城市影业诉任天堂案是卡比最著名的案件之一。本案环球城市影业起诉任天堂，称任天堂游戏《大金刚》游戏非法改编自电影《金剛》，受僱於霍華德·林肯的卡比則是担任本案任天堂的辩护律师。卡比举出证据：环球曾在1975年因翻拍1933年電影金剛而遭到雷電華電影提告，称大金刚的故事及角色已进入公有领域，法院判决环球胜诉，因此，环球没有大金刚角色及基本情节（男人从大猩猩手中营救女人）的版权。最终卡比帮任天堂打赢了官司，本案也成为任天堂里程碑式的胜利。
作为答谢，任天堂赠与卡比律师一艘价值30,000美元的帆船，该船“享有世界范围内以大金刚命名的独占权”。有消息來源指宫本茂命名星之卡比这一角色名正是为了向约翰·卡比致敬。但嚴格來說，宫本茂曾受訪表示，卡比只是當初角色名稱候選清單中的其中一個，因為前述案件讓宮本茂感到親切而選為正式名稱，並不是直接對卡比致敬。据传任天堂为约翰·卡比赠送了一份《星之卡比》游戏，约翰·卡比收到后非常高兴。
2019年10月2日，約翰·卡比因骨髓增生異常綜合症逝世，享年79歲。

## 对外链接
- John J. Kirby, Jr Profile at Latham & Watkins home page